# Vadão
Vadão, właśc. Oswaldo Fumeiro Alvarez (ur. 21 sierpnia 1956 w Monte Azul Paulista, zm. 25 maja 2020 w São Paulo) – brazylijski trener piłkarski.

## Kariera trenerska
Karierę szkoleniowca rozpoczął w 1992 roku. Trenował kluby Mogi Mirim, Guarani FC, Araçatuba, XV de Piracicaba, Matonense, Athletico Paranaense, Corinthians Paulista, São Paulo, Ponte Preta, EC Bahia, Tokyo Verdy, Vitória, Goiás EC, São Caetano, Portuguesa, Sport i Criciúma.
Od kwietnia 2014 prowadził żeńską reprezentację Brazylii.

## Sukcesy i odznaczenia

### Sukcesy trenerskie
Mogi Mirim
- zdobywca Copa 90 anos de Futebol: 1992
- mistrz Torneio Ricardo Teixeira: 1993

XV de Piracicaba
- mistrz Campeonato Brasileiro Série C: 1995

Athletico Paranaense
- mistrz Seletiva para a Libertadores: 1999
- mistrz Campeonato Paranaense: 2000

São Paulo
- mistrz Torneio Rio-São Paulo: 2001

Tokyo Verdy
- zdobywca Superpucharu Japonii: 2005

Criciúma
- mistrz Campeonato Catarinense: 2013

### Sukcesy indywidualne
- najlepszy trener Campeonato Paulista: 2012